# František Janečko
František Janečko (22. června 1987, Bratislava) je bývalý slovenský běžec na lyžích a biatlonista.
Na mistrovství světa juniorů v roce 2005 se umístil na 22. místě v závodě na 10 km volně. Ve stejném roce byl členem bronzové štafety na Evropském olympijském festivalu mládeže ve švýcarském Monthey.
Janečko je 16násobným mistrem Slovenska v běhu na lyžích a několikanásobným mistrem v letním i zimním biatlonu.